# Neocalauria phrixa
Neocalauria phrixa är en insektsart som först beskrevs av Ronald Gordon Fennah 1957.  Neocalauria phrixa ingår i släktet Neocalauria och familjen Flatidae. Inga underarter finns listade i Catalogue of Life.